# Galle Lighthouse
Galle Lighthouse (singhalesisch ගාල්ල ප්‍රදීපාගාරය) ist ein Leuchtturm (englisch Lighthouse) in der Südprovinz von Sri Lanka. Er markiert die Ansteuerung und Hafeneinfahrt von Galle.

## Geschichte
Nachdem die Niederländer Galle von den Portugiesen erobert hatten, begannen sie mit der Erweiterung der Festung aus dem 16. Jahrhundert und dem Bau eines Leuchtfeuers. Bei einem Gefecht brannte es jedoch nieder.
Die britische Kolonialverwaltung errichtete 1848 den ersten Leuchtturm im damaligen Ceylon in Galle und deshalb gilt die Station heute als die älteste des Inselstaates. Aber auch dieser Turm wurde 1934 durch ein Feuer zerstört.
Der Neubau von 1939 ist ein 26,5 m hoher Rundturm aus Gusseisen. Er trägt eine Fresnel-Linse 4. Ordnung, hat eine Feuerhöhe von 28 m und zeigt als Kennung zwei weiße Blitze mit einer Wiederkehr von 15 Sekunden (Fl(2)W.15s).
Die Altstadt von Galle mit der Festung und dem Leuchtturm sind eine Sehenswürdigkeit und wurden 1988 als UNESCO-Welterbe anerkannt.